# Гарбаньяте-Монастеро
Гарбаньяте-Монастеро (итал. Garbagnate Monastero) — коммуна в Италии, располагается в регионе Ломбардия, подчиняется административному центру Лекко. В 1992 году муниципалитет перешел из состава провинции Комо в состав провинции Лекко.
Население составляет 2186 человек, плотность населения составляет 729 чел./км².
Занимает площадь 3 км².
Почтовый индекс — 22040.
Телефонный код — 031.